# Convolvulus scammonia
La scammonea (Convolvulus scammonia L., 1753) è una pianta della famiglia delle Convolvulacee, nativa dei paesi della parte orientale del bacino del Mediterraneo.

## Descrizione
Si tratta di una pianta perenne, con grossa radice a fittone e fusti sottili volubili con foglie alterne, picciolate. I fiori sono pentameri con corolla bianco-giallastra con cinque strisce giallo-rosee. Il frutto è una capsula globosa con semi bruni.

## Distribuzione e habitat
La specie è diffusa nella parte orientale del bacino del Mediterraneo: Crimea, Turchia, Isole egee orientali, Libano, Siria, Palestina, penisola del Sinai, Iraq.

## Usi terapeutici
Il succo essiccato, scammonia vergine, ottenuto mediante incisione della radice vivente, veniva utilizzato in medicina come scammonium, ma la qualità variabile del farmaco ha portato all'impiego di resina di scammonia, che si ottiene dalla radice essiccata mediante infusione con alcol.
Il principio attivo è il glucoside scammonina o jalapina, C34H114O6. La dose di scammonium è 5-10 grani, e di resina 3-8 grani. Come certe altre resine, lo scammonio è inerte fino a quando passa dallo stomaco al duodeno, dove incontra la bile, che produce una reazione chimica con taurocolato e glicocolato di sodio, il quale viene convertito in un potente lassativo. La sua azione è essenzialmente quella di un idragogo, e si esercita sull'intera lunghezza del canale alimentare. Il farmaco non è un colagogo, né influisce notevolmente sulla tunica muscolare dell'intestino, ma provoca un forte aumento della secrezione delle ghiandole intestinali. Agisce in circa quattro ore. In grandi dosi è un irritante gastrointestinale violento. In armonia con l'affermazione che scammonia agisce solo dopo miscelazione con la bile, è il fatto che l'iniezione ipodermica o endovenosa del farmaco non produce azione purgante, o qualsiasi altro risultato. Il farmaco è un antielmintico attivo sia sui nematodi che sui cestodi. Non è largamente utilizzato, ma è molto efficace nel trattamento della stipsi grave, soprattutto nei bambini.
Il farmacologo greco Dioscoride elencò gli ingredienti di un progetto chiamato "vino abortivo" - elleboro, schizzi di cetriolo e scammonia - ma non riuscì a fornire il modo preciso con cui dovevano essere dosati.